# 임실 만취정
임실 만취정(任實 晩翠亭)은 대한민국 전북특별자치도 임실군에 있는, 조선 선조 5년(1572년)에 만취정 김위 선생이 지은 건물이다. 1983년 8월 24일 전라북도의 유형문화재 제106호로 지정되었다.

## 개요
조선 선조 5년(1572)에 만취정 김위 선생이 지은 건물로 세운 후 여러 차례 고쳤으며, 헌종 3년(1837)에 마지막으로 수리하였다.
김위 선생은 장흥부사 등 9번의 수령을 지냈으며, 팔도암행어사를 지내면서 잘못된 일을 바로 잡았다. 또한 시문에도 능해서 이율곡과도 가까웠다.
만취정은 앞면 3칸·옆면 3칸이며, 지붕 옆면이 여덟 팔(八)자 모양으로 가장 화려한 팔작지붕이다. 가운데 2칸에는 방을 만들고 앞쪽·뒤쪽 그리고 오른쪽에 마루를 만들었다. 정자 안에는 이율곡과 기대승 등이 지은 시가 보관되어 있다.

## 현지 안내문
만취정은 김위(金偉, 1532~1595)가 조선 선조 5년(1572)에 세운 건물로 이후 여러 차례 고쳤으며, 헌종 3년(1837)에 마지막으로 수리하였다.
김위는 지방관으로 재직할 때마다 선정을 베푼 사람으로 유명하며, 경상도 합천 등지에 그의 업적을 기린 선정비가 남아 있다. 만취란 겨울에도 변하지 않는 초록의 푸른빛이라는 뜻으로 김위의 인품을 상징하는 듯하다. 만취라는 정자의 이름은 선조 13년(1580)에 조선을 찾은 명나라 사람 서계신이 지어 주었고, 글씨는 선조의 진필이라는 얘기가 전한다. 정철, 기대승, 임제 등 대학자들과 김위가 술잔을 기울이며 주고받던 시가 담긴 상호헌시판이 정자 내에 걸려 있다.

## 참고 문헌
- 만취정 - 국가유산청 국가유산포털